# Warp

Grafisk representation av hur en warp drive fungerar i Star Trek. Rumtiden bakom skeppet expanderas medan rumtiden framför skeppet krymps.

Warp (av eng. warp, "böja", utvecklat till warp drive) är en fiktiv teknik som genom att böja rumtiden möjliggör farter snabbare än ljushastighet. Uttrycket myntades i TV-serien Star Trek, men har sedan spridit sig till andra science fiction-sammanhang. 
Först talade man i TV-serien om time warp, vilket sedan utvecklades till warp drive, vilket innebär att den framdrivna hastigheten är lika stor eller större än ljusets hastighet. Rymdskeppen i Star Trek färdas endera med impulse speed, vilket innebär fart förenlig med fysikens lagar sådana de nu är kända, det vill säga avsevärt långsammare än det belopp ljusets hastighet har, eller med warp drive.
Warp-skalan är exponentiell.

## Teknologi
I en reaktor reagerar materia och antimateria under kontrollerade former. Energin som frigörs leds till warphärdarna i form av plasma, s.k. warpplasma. Warphärdarna genererar ett s.k. warpfält, den genererar en "warpbubbla", inne i bubblan böjs vanliga rumtiden (ungefär som gravitation böjer rummet, enligt Einsteins relativitetsteori). Viktigt att veta är att den böjning som genereras av warpfältet inte gör att ett skepp reser snabbare än ljusets hastighet, dock förkortas sträckan mellan punkt A och punkt B, så att skeppet kan, relativt sett, resa snabbare än ljuset.

## Warp-faktorerna
Warp 1, Warp 2 osv. kallas Warp-faktorer. Då man färdas i Warp 10 har man så hög hastighet att man befinner sig överallt i universum samtidigt.

### Fotnoter
1. ↑  ”Warpdrift”. Star Trek-databas. http://www.startrekdb.se/teknik/teknik.php?teknik=1. Läst 9 september 2015.